# Władysław Domoń
Władysław Domoń (ur. 29 lipca 1917 w Ociesękach, zm. 16 listopada 1984 w Kielcach) – kapral Wojska Polskiego, obrońca Westerplatte, odznaczony Orderem Virtuti Militari.

## Życiorys
Był jednym z sześciorga dzieci Jana i Jadwigi z domu Wójcik oraz bratem Ludwika Domonia. W latach 1934–1937 był uczniem Szkoły Podoficerskiej dla Małoletnich w Nisku. W 1937 został przydzielony do 2 kompanii ckm 2 Pułku Piechoty Legionów w Sandomierzu. W latach 1938–1939 był kursantem w szkole dla podoficerów nadterminowych 3 Pułku Piechoty Legionów w Jarosławiu. W marcu 1939 odkomenderowano go w stopniu kaprala do Wojskowej Składnicy Tranzytowej na Westerplatte, gdzie został dowódcą warty. W czasie obrony WST był zastępcą dowódcy wartowni nr 2.
Po kapitulacji Westerplatte został wywieziony i osadzony w Stalagu I A Stablack koło Królewca w Prusach Wschodnich. W marcu 1944 podjął nieudaną próbę ucieczki. Jako jeniec pracował w gospodarstwach niemieckich do 1945.
Po oswobodzeniu obozu przez Armię Czerwoną przyjechał wraz z żoną do Kielc, gdzie pracował w Państwowej Komunikacji Samochodowej jako konduktor, dyspozytor i rewizor. W 1978 przeszedł na emeryturę. Od 1961 był członkiem Związku Bojowników o Wolność i Demokrację.
Zmarł 16 listopada 1984 w Kielcach. Został pochowany na miejscowym Cmentarzu Prawosławnym.
12 lutego 1945 poślubił w Stablacku Lidię z domu Masłową (1922-2005), z którą miał syna, Andrzeja (ur. 1952). Jednym z jego trzech braci był ppłk Ludwik Domoń, który walczył pod Monte Cassino.

## Ordery i odznaczenia
- 1949 Medal Zwycięstwa i Wolności 1945
- 1960 Krzyż Srebrny Orderu Virtuti Militari
- 1960 Odznaka Grunwaldzka
- 1966 Odznaka XX-lecia PKS
- 1974 Medal 30-lecia Polski Ludowej
- 1974 Złota Odznaka Honorowa Zasłużonego Działacza Związku Zawodowego Transportowców i Drogowców
- 1974 Odznaka Honorowa „Za zasługi dla Kielecczyzny”
- 1981 Medal „Za udział w wojnie obronnej 1939”
- 1984 Krzyż Oficerski Orderu Odrodzenia Polski
- Odznaka Honorowa „Za zasługi dla Miasta Gdańska”
- 1994 Odznaka „Obrońca Westerplatte – 1939” (pośmiertnie)

## Film
W wyreżyserowanym przez Stanisława Różewicza filmie fabularnym Westerplatte postać kaprala Władysława Domonia zagrał Adam Kwiatkowski.